# Parc naturel régional de Camargue
Pour les articles homonymes, voir Camargue (homonymie).
Le parc naturel régional de Camargue est un parc naturel régional situé dans le sud de la France, à l'ouest de la région Provence-Alpes-Côte d'Azur. Il a été créé le 25 septembre 1970. Il comprend une grande partie de la Grande Camargue entre les bras du delta du Rhône.

## Un site d'importance européenne et mondiale

Logo du parc.

La Camargue est un site d'importance européenne et nationale majeure pour les oiseaux locaux, pour les migrateurs et particulièrement pour les hivernants puisqu'il s'agissait en 2000-2005 du premier site français en nombre d'hivernants accueillis chaque année (122 000 oiseaux, devant le bassin d'Arcachon qui en accueille 105 000). La Camargue est aussi connue pour accueillir le flamant rose.
C'est pour cette raison que le territoire de la Camargue fait l'objet de mesures de protection et d'engagements internationaux :
- En 1928 fut créée la réserve botanique et zoologique. L'arrêté ministériel en date du 24 avril 1975 classe officiellement la Camargue en réserve naturelle nationale. Elle est gérée par la Société nationale de protection de la nature. La zone protégée, essentiellement celle de l'étang de Vaccarès, couvre 13 117 hectares. C'est l'une des plus grandes réserves humides d'Europe. Son habitat regroupe 276 espèces d'oiseaux dont 258 d'intérêt patrimonial.

Périmètre du Parc naturel régional.
- Une partie du territoire est protégée par les directives européennes Oiseaux et Habitats, ce qui se traduit par des zones de protection spéciale (ZPS) et des zones spéciales de conservation (ZSC), rassemblées au sein du réseau Natura 2000.
- En outre, 193 000 hectares sont classés en réserve de biosphère dans le cadre du Programme MAB de l'Unesco[5].
- Enfin, 114 000 hectares de la Camargue gardoise et de l'Île de Camargue (partie centrale du parc) sont inscrits sur la liste des zones humides d'importance internationale de la convention de Ramsar[6].

## Le syndicat mixte de gestion
Le parc naturel régional a été approuvé en 1970. Il fut géré dans un premier temps par une fondation de droit privé piloté par des acteurs privés essentiellement grands propriétaires terriens. À la suite des inondations de 1993, une crise de gouvernance remet en question ce mode de fonctionnement, associé aux évolutions législative sue la gestion des Parc naturels régionaux. Cette crise est dénouée en 2007 par le vote de la LOI n° 2007-1773 du 17 décembre 2007 relative au parc naturel régional de Camargue qui reconnait comme seul outil juridique de gestion du label un syndicat mixte. Le premier Président  du Parc (fondation) fut  François Hüe. Les manadiers sont attachés à promouvoir la race du cheval Camargue et l'AOC du Taureau Camargue. La riziculture fait partie intégrante de l'agriculture camarguaise. 
L'Association des éleveurs français de taureaux de combat est étroitement associée à la préservation du parc, le maintien de l'élevage extensif des taureaux de combat, les taureaux de la « raço di Biòu » (d'origine Camargue), ainsi que les chevaux de race Camargue, l'élevage extensif permet la conservation des milieux humides qui font la richesse biologique du delta du Rhône.
En 2004, le parc a été institutionnalisé. À la suite d'un recours administratif auprès du Conseil d'État, le 17 février 2007, il fait l'objet de la loi no 2007-1773 du 17 décembre 2007 prolongeant la durée de validité du classement du parc naturel régional jusqu'au 18 février 2011.

## Galerie d'images

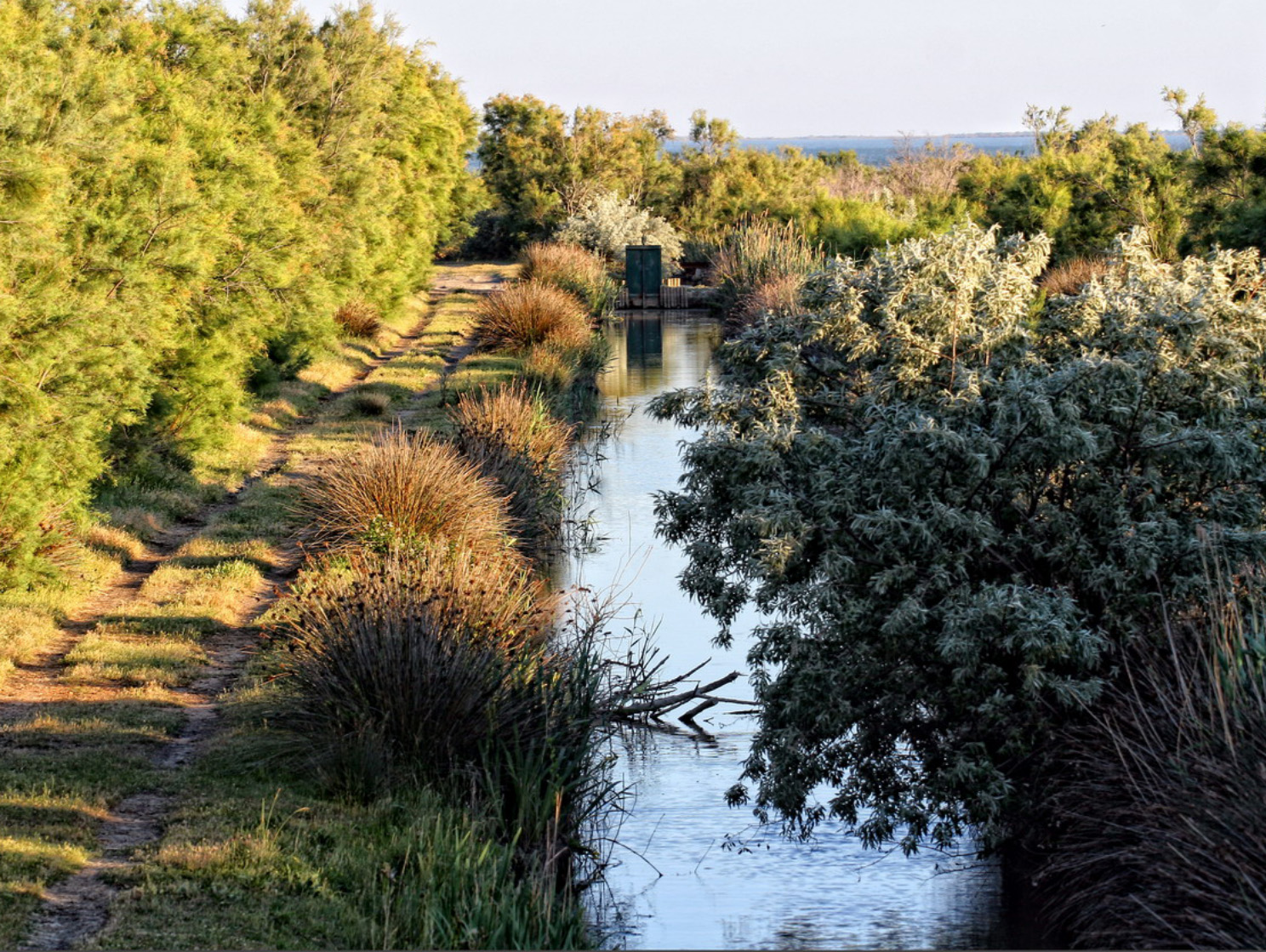
Paysage du parc naturel régional de Camargue.
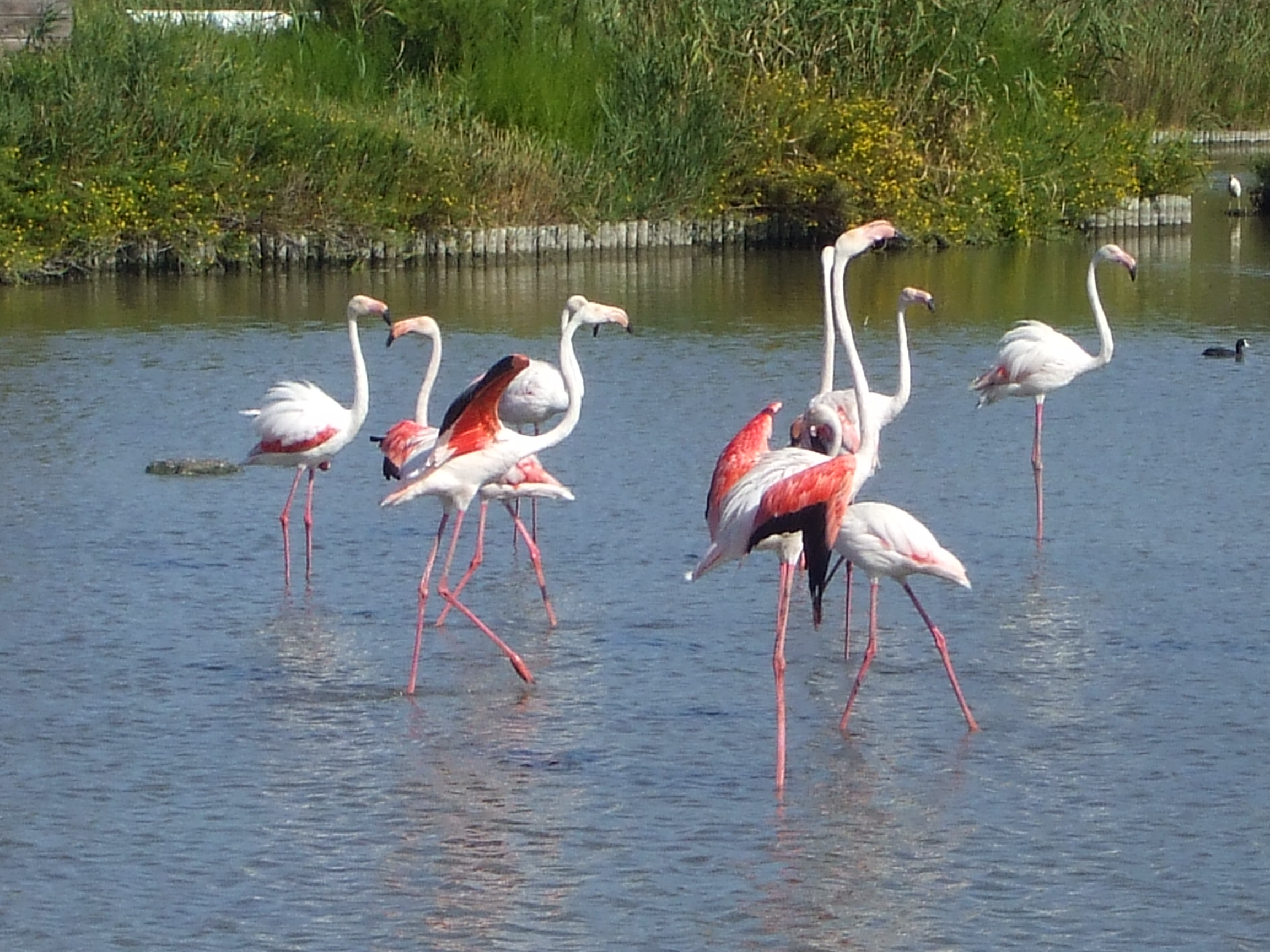
Flamants roses (Phoenicopterus roseus).
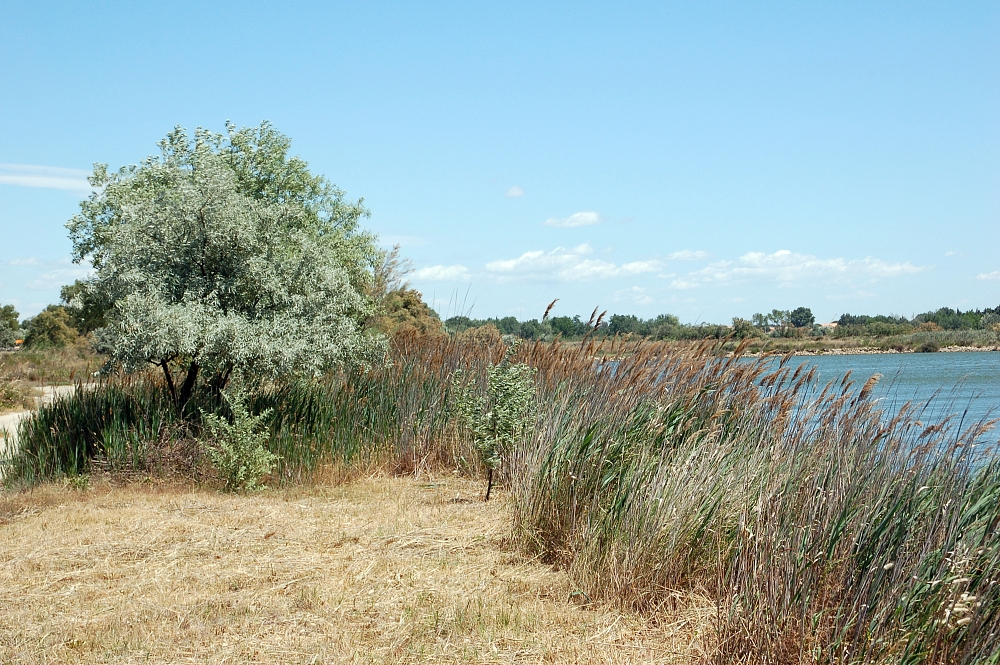
Paysage de Camargue.
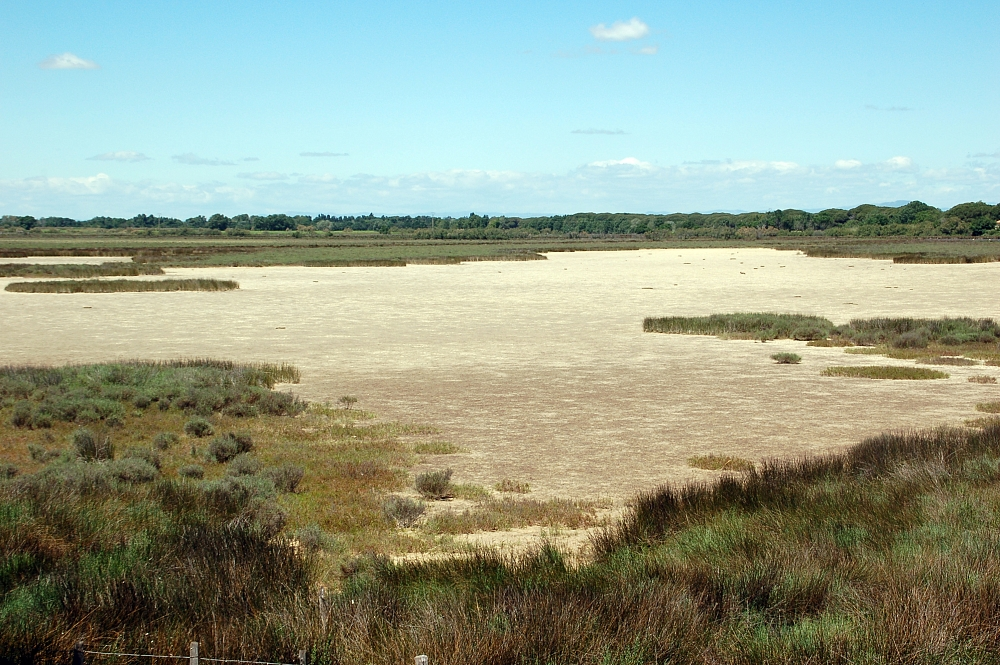
Pré salé de Camargue.